# Підгорний (Александровський район)
Підго́рний (рос. Подгорный) — селище у складі Александровського району Оренбурзької області, Росія.

## Населення
Населення — 176 осіб (2010; 182 у 2002).
Національний склад (станом на 2002 рік):
- росіяни — 87 %